# Cot Busikulah
Cot Busikulah är en kulle i Indonesien.   Den ligger i provinsen Aceh, i den västra delen av landet, 1 800 km nordväst om huvudstaden Jakarta. Toppen på Cot Busikulah är 215 meter över havet.
Terrängen runt Cot Busikulah är kuperad åt sydväst, men åt nordost är den platt. En vik av havet är nära Cot Busikulah norrut.Runt Cot Busikulah är det ganska glesbefolkat, med 22 invånare per kvadratkilometer. Omgivningarna runt Cot Busikulah är en mosaik av jordbruksmark och naturlig växtlighet.